# Mumifikation

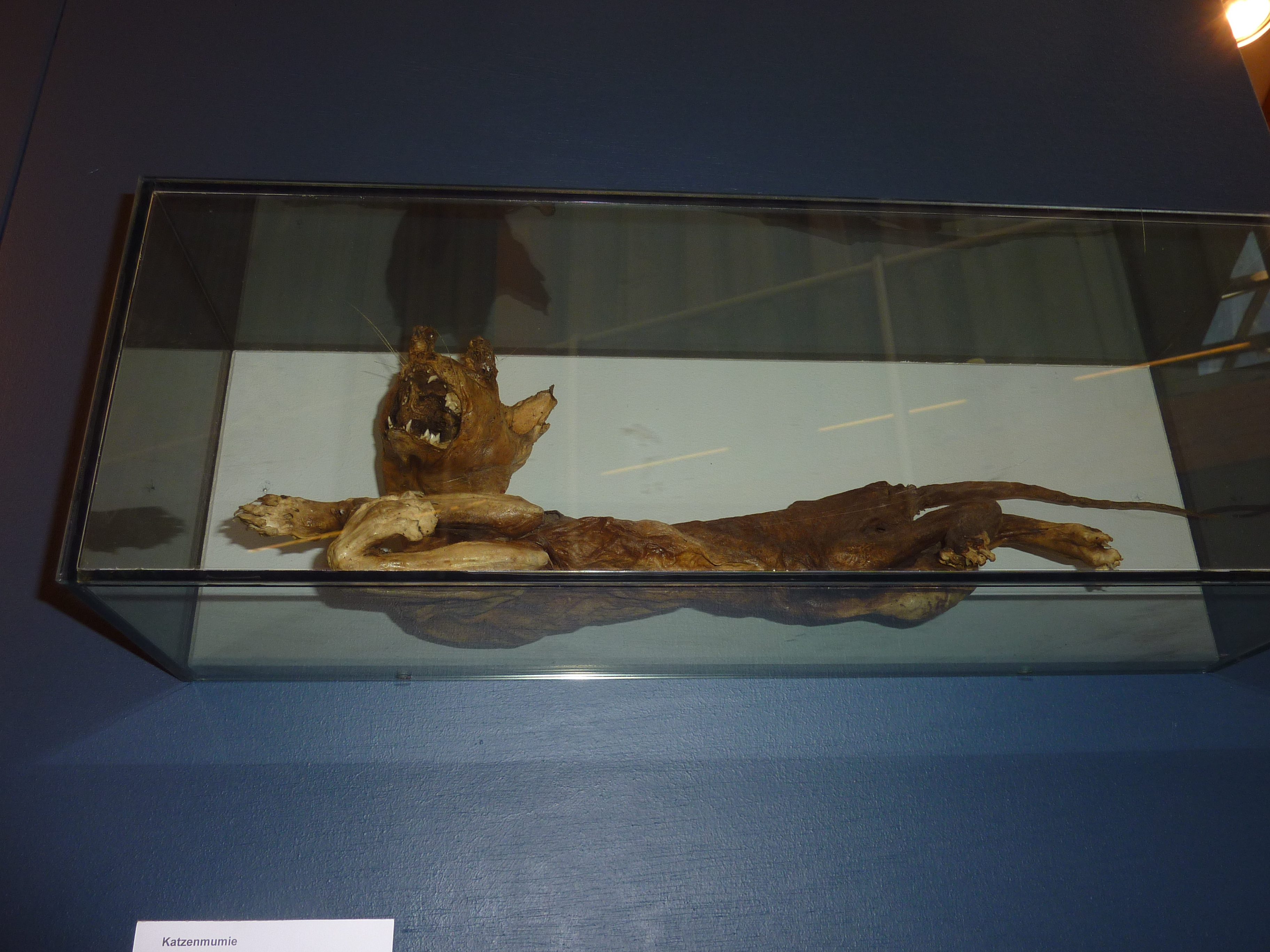
Trockenmumie einer Hauskatze

Als Mumifikation bezeichnet man den natürlich ablaufenden Prozess einer langfristigen Leichenkonservierung, der zur Bildung von Mumien führt. Seine Untersuchung ist Teil der Fossilisationslehre. Mumifikation, als natürliche Form der Leichenveränderung und -konservierung, ist nicht mit der von Menschen betriebenen Mumifizierung identisch.

## Voraussetzungen
Durch besondere äußere Umstände wie starke Sonnenstrahlung, trocken-kalte Zugluft oder rasche Einbettung in giftiges Milieu wird manchmal sowohl Verwesung als auch Fäulnis frühzeitig gestoppt. Man spricht dann im weitesten Sinne von Mumifikation, die durch den Erhalt der Weichteile, von Proteinen und manchmal auch von Zellstrukturen gekennzeichnet ist.
- Kältemumien
- Trockenmumien

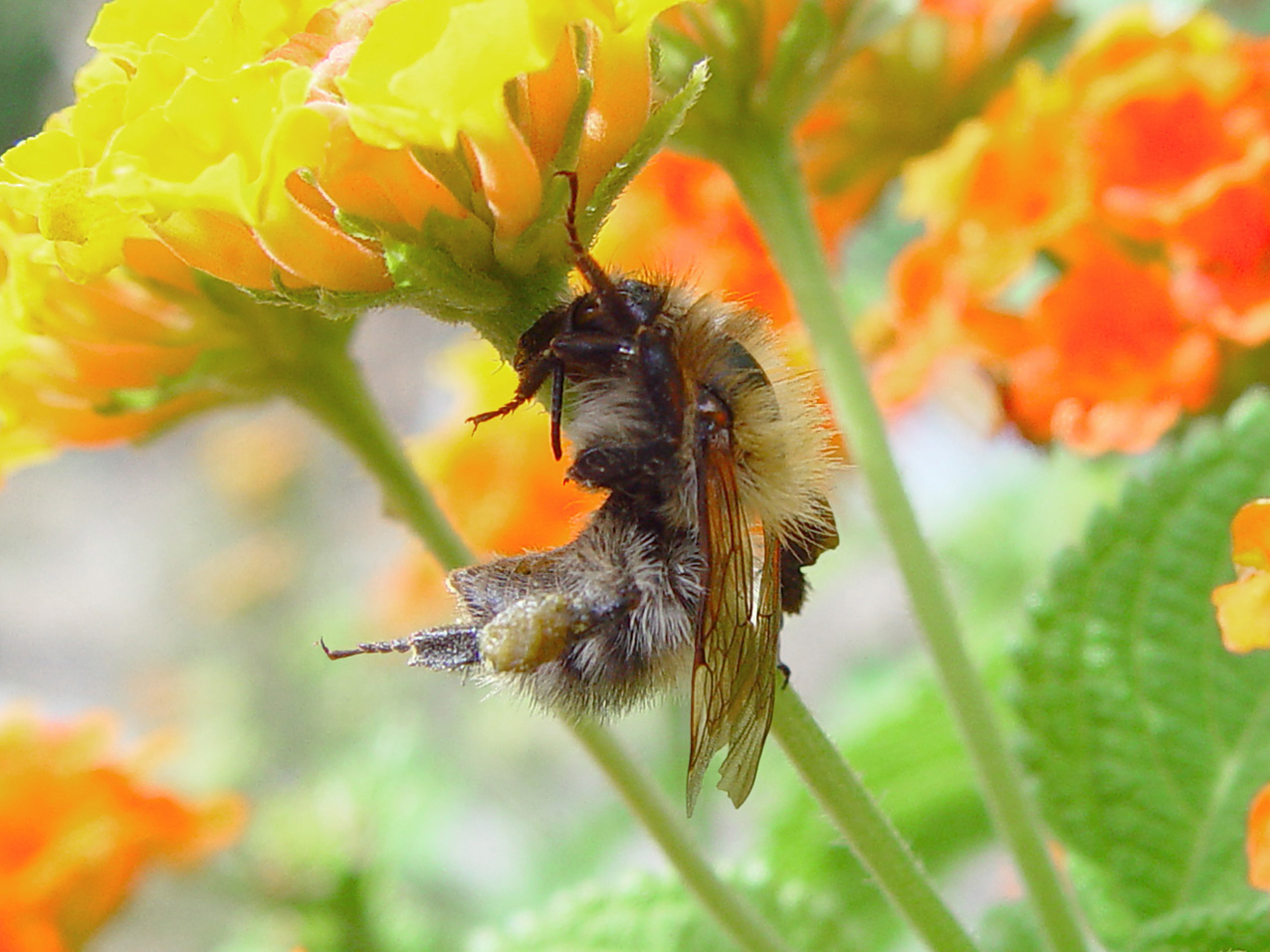
Trockenmumie einer Biene

- Giftmumien (vor allem Bitumeneinlagerungen)
- Wachsleichen

Die Mumifikation kann Kadaver nur über einige zehntausend Jahre in unterschiedlicher Qualität erhalten, sie reagiert allerdings empfindlich auf verschiedene geologische Vorgänge wie beispielsweise steigenden Gesteinsdruck oder höhere Temperaturen. Ist die Mumie an der Erdoberfläche gelagert, zerfällt sie meist rasch, verwittert oder wird von Mikroorganismen zerstört.
In älteren Ablagerungen finden sie sich deshalb zunehmend seltener, werden jedoch mit geringerem Abstand zur Gegenwart häufiger. Ältere Mumien erleiden im Gestein oft eine allmähliche Stoffumwandlung, eine Metamorphose, in deren Verlauf die Originalsubstanz chemisch verändert wird, sodass ein länger haltbares Fossil entsteht. An diesem sind zwar die Weichteile gut erkennbar, Zellstrukturen und typische organische Substanzen fehlen jedoch. Als Mumienpseudometamorphosen bezeichnet man Mumien, deren ursprüngliche Substanz nach der Einlagerung vollständig zersetzt wurde und ein Hohlraum entstand, der sich dann mit anorganischen Material ausfüllte. Es entsteht dann ein Fossil, das wie bei einem Gipsabdruck einen Hohlraum ausfüllt. Bildgebende Verfahren (Röntgen usw.) zeigen dann, dass die Innenstruktur nichts mit der ursprünglichen Struktur des ehemals mumifizierten Organismus gemeinsam hat. Dennoch sind diese Fossilien wertvoll, denn sie zeigen die äußeren Umrisse des Lebewesens – was bei der direkten Einbettung nur selten der Fall ist.
Die bekannten Anatosaurus-„Mumien“ aus der nordamerikanischen Kreide von Wyoming, South Dakota und Kanada sind ein oft zitiertes Beispiel dafür. Sie erwecken bei flüchtiger Betrachtung den Eindruck als handle es sich um echte Mumien, bestehen aber durch und durch aus anorganischen Kristallstrukturen.

## Kältemumien

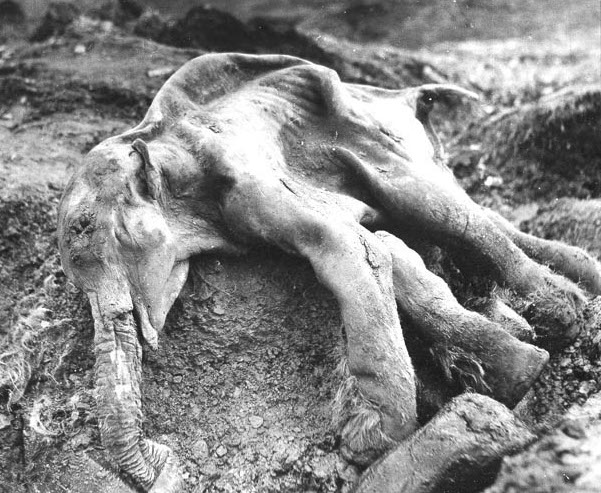
Das Wollhaarmammutkalb „Dima“ am Fundort im nordostsibirischen Kolyma-Becken im einstigen Beringia. Die hervorragend erhaltene Eismumie des ca. 115 cm langen Männchens fand ein Arbeiter 1977 bei der Goldgewinnung. „Dima“ starb vor etwa 39.000 Jahren im Alter von 6 bis 8 Monaten.

Kältemumifikation ist die effizienteste Art, einen Körper gut zu erhalten, denn Pilze und Bakterien brauchen Wärme, um sich entwickeln zu können. Das Optimum wird heute von der Gerichtsmedizin zwischen −21° und −38 °C angegeben. Ab Kühlschranktemperaturen von 4 bis 3 Grad Celsius kommt die Tätigkeit der Mikroorganismen zum Erliegen. Als Eismumien bezeichnete Kältemumien entstehen sowohl durch natürliche Gefriertrocknung, bei der die Körperfeuchtigkeit verdunstet und das Gewebe austrocknet, als auch durch den allmählichen Verlust der im Körper enthaltenen Feuchtigkeit unter Bildung einer den Kadaver umgebenden Eislinse. Beide Prozesse können den biologischen Abbauvorgang um Jahrtausende verzögern.
Im sibirischen Eis des Permafrostbodens haben sich beispielsweise einige pleistozäne Großsäuger (Megafaunen) aus der Mammutsteppe bis in unsere Tage derart gut erhalten, dass ihre inneren Organe, die Muskulatur und sogar das Blut noch heute von Füchsen, Wölfen und Hunden gefressen werden kann. Solche Funde sind dann von besonderem Wert, wenn sich Zellstrukturen erhalten haben, an denen zytologische und histologische Untersuchungen Aufschluss über Unterschiede zwischen Zellen dieser Tiere und heutigen Tieren geben sowie vorsichtige Schätzungen über die Physiologie der ausgestorbenen Tierart erlauben. Auch die Gene können erhalten sein. Es sind deshalb in neuester Zeit auch Überlegungen angestellt worden, ob es möglich wäre, ausgestorbene Tierarten mit gentechnischen Methoden (Klonen) erneut auf die Bildfläche zu rufen, doch bedingt durch den Zerfall der DNA nach dem Tod eines Lebewesens waren entsprechende Bemühungen bisher noch nicht erfolgreich. 1977 konnte erstmals aus Muskelgewebe eines in Fairbanks (Alaska) gefundenen Wollhaarmammuts (Mammuthus primigenius) ein Protein isoliert werden, an dem eine exakte Bestimmung einer Verwandtschaft zu rezenten Elefanten möglich war. Es stellte sich heraus, dass das im Mammut gefundenen Protein (ein Immunglobulin) zu seiner Entsprechung im indischen und afrikanischen Elefanten etwa den gleichen Verwandtschaftsgrad aufweist wie die Globuline der beiden rezenten Elefanten untereinander. Der molekularbiologische Beweis der verwandtschaftlichen Nähe dieser Tiere war erbracht. Die bekannteste Eismumie ist der „Mann vom Tisenjoch“ in den Ötztaler Alpen, oft „Ötzi“ genannt. Weitere Beispiele sind der etwa 39.000 Jahre alte Körper des Wollhaarmammutkalbs „Dima“ aus Nordostsibirien oder der rund 35.000 Jahre alte Kadaver des Steppenbisons „Blue Babe“.

## Trockenmumien

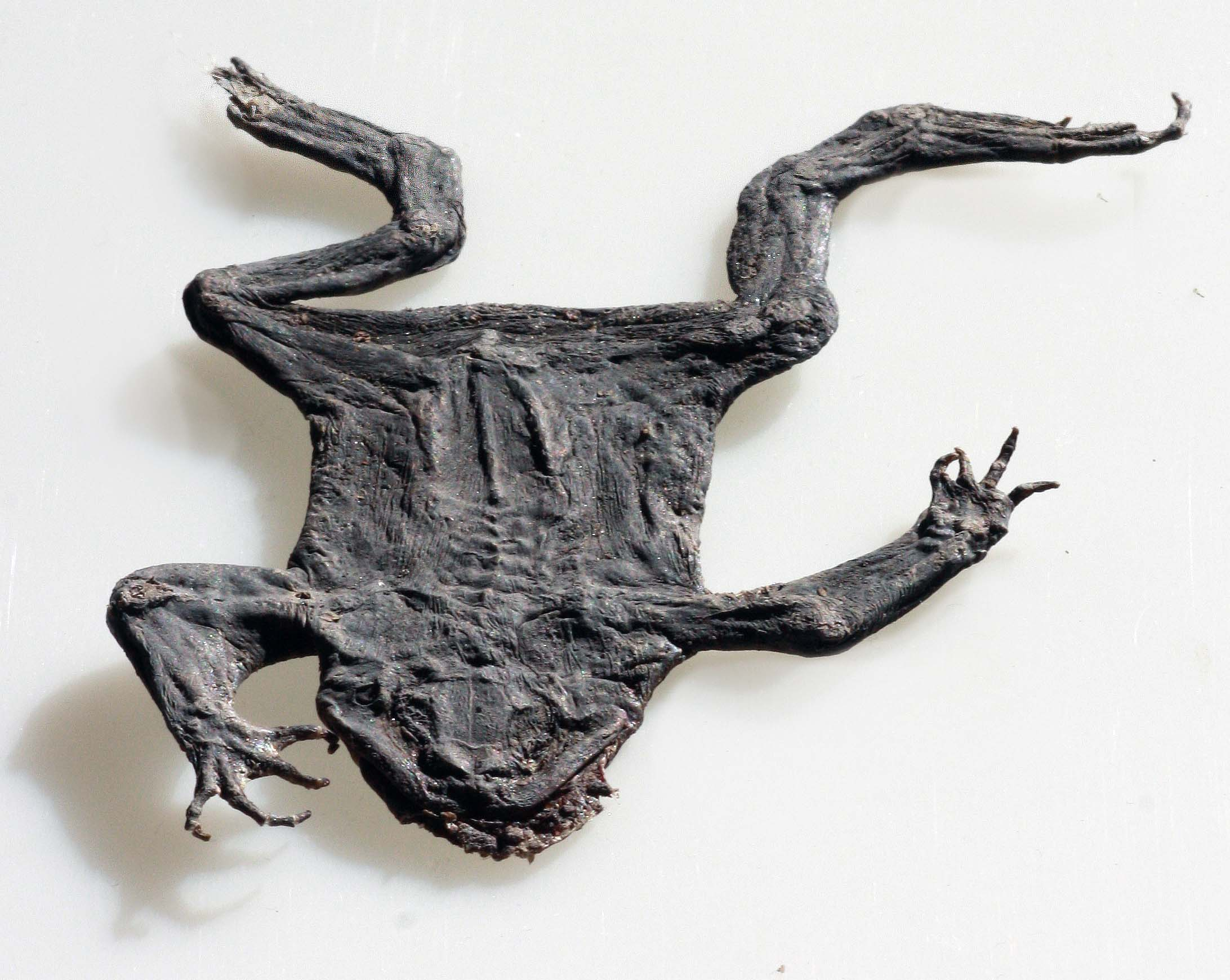
Mumifizierte Kröte, gefunden an der Ems in Rheda-Wiedenbrück

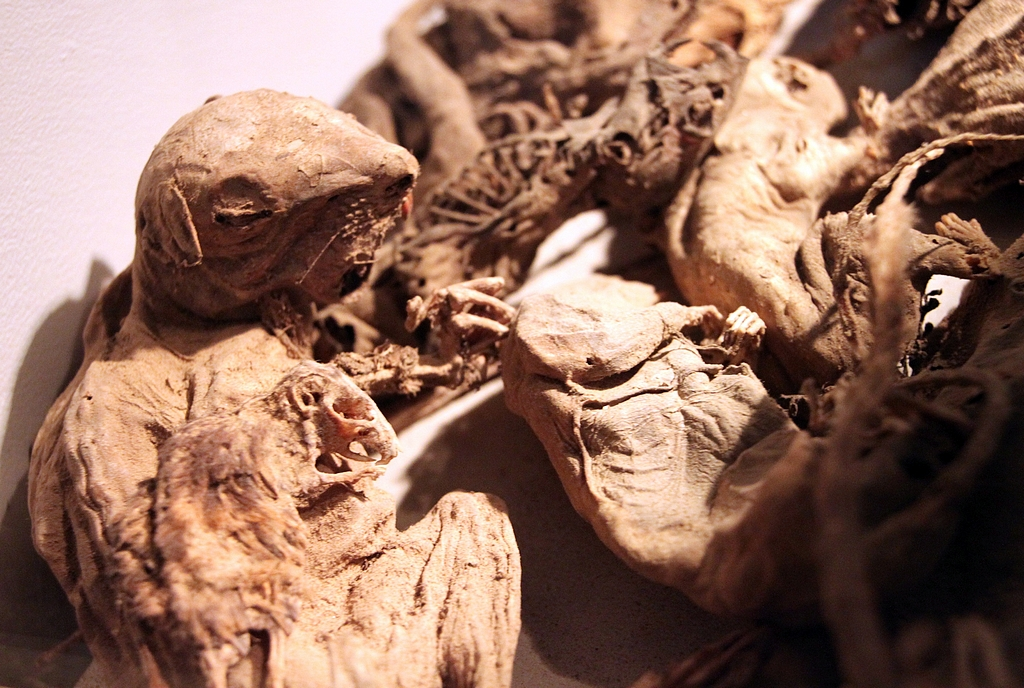
Mumifizierte Ratten, bis ins 14. Jahrhundert zurückgehende Fehlbodenfunde auf Schloss Rochlitz

Auch rascher Wasserentzug, der durch trockene, warme Luft, direkte Sonnenbestrahlung ebenso durch bewegte kalte trockene Luft eintreten kann, erzeugt haltbare Mumien (siehe auch Backobst oder Trockenfisch). Die Oberfläche der Organismen trocknet schnell aus, verfestigt sich und verhindert erneute Wasseraufnahme. Im Inneren dieses versiegelten Kadavers hält sich die Feuchtigkeit länger und kann in Fäulnis übergehen. Oft verhindern aber weitere Umbildungsprozesse dies, wenn beispielsweise nekrotisch wirkende Substanzen entstehen. Meist aber lösen sich Organe auf, beispielsweise das Verdauungssystem unter Selbstverdauung oder die Leber unter enzymatisch bewirktem Zerfall.
Trockenmumien findet man in abgeschlossenen Räumen aber auch in lockeren trockenen Böden (Torf). Charakteristisch für diese Mumienbildung ist eine dorsale Wirbelsäulenverkrümmung, die durch die Verkürzung der Muskulatur während der Trocknung entsteht. Anhand dieser Verkrümmung kann man auch an versteinerten Fossilien erkennen, dass der Kadaver vor seiner Einbettung mumifiziert wurde. Dabei biegen sich Kopf und Hals rücklings nach hinten, meist bis auf den Rücken des Körpers. Diese Verkrümmung weist also auf unmittelbar postmortale Austrocknung hin, das Tier befand sich vermutlich in einem Lebensraum, in dem es vielleicht verdurstet war.
Trockenmumien entstehen in Wüsten oder unter anderen Gegebenheiten durch schnelle Austrocknung, wie es höchstwahrscheinlich beim Leichnam von Christian Friedrich von Kahlbutz („Ritter Kahlbutz“) der Fall war.

### Salzmumien
Besonders effektiv wirkt hygroskopische Umgebung, wie sie in Gegenwart von trockenen Salzen entsteht. Auch die Einlagerung in salzhaltige historische Lösungen, die den Kadaver durchtränken und Bakterienwachstum verhindern, konserviert die Weichteile. Salztümpel bieten ideale Bedingungen zum Erhalt der Weichteile: Das Salz strebt nach osmotischem Ausgleich und diffundiert in das Gewebe, in welchem es Bakterienwachstum zum Erliegen bringt (siehe auch Pökeln). Bekannte Salzmumien stammen aus den historischen Salzbergwerken in Hallein (Österreich) oder Cherābād bei Zandschan (siehe Salzmumien von Zandschan).
Allerdings bilden sich aus Salzmumien nur selten Fossilien. In reiner salziger Umgebung kommen schnell aggressive Prozesse in Gang, die zum vollständigen Zerfall führen. Die mächtigen Salzaufkommen der Zechsteinmeere (Flöz Hessen, Flöz Thüringen), die aus Natrium- und Kaliumsalzen bestehen, weisen keine Fossilien auf.

## Giftmumien
Sehr gut erhaltene Mumien entwickeln sich auch in Medien, in denen nekrotisierend wirkende Stoffe vorhanden sind, welche alle oder einen Teil der Mikroorganismen abtöten.
- Einbettung in Bitumen
- Einlagerung in Moor

Moorleichen kommen in Hochmooren vor. Im Moor behindern Gerbstoffe aus zerfallenden Pflanzenteilen und der Sauerstoffabschluss das Wachstum vieler Mikroorganismen. Wenn diese Moorleichen jedoch keinen weiteren fossilierenden Einflüssen unterliegen, zerfallen sie mit der Zeit und bleiben nicht erhalten – insbesondere, wenn das Moor feucht bleibt und nicht vorher austrocknet.
Oft versinken Tiere in natürlich entstandenen Bitumen- oder Paraffintümpeln, die wie Fallen wirken und in denen die Körper vollständig von der Luftzufuhr abgetrennt werden. Ist neben der öligen Masse kein Salz vorhanden, erhalten sich die Weichteile jedoch nicht, weil sie von den anaeroben Darmbakterien von innen verflüssigt werden. Ist die Salzkonzentration anfangs zu niedrig, setzt die Verwesung von innen her ein. Sinkt sie später nicht ab, wird der Körper durch Kristallisationsvorgänge zerstört.

## Wachsleichen
Eine Wachsleiche entsteht durch den Ausschluss von Sauerstoff. Der Ausschluss von Sauerstoff verhindert das Stattfinden von Verwesungsprozessen. Auch die im Körperinneren stattfindenden Fäulnisprozesse, die ohne Sauerstoff mit Hilfe körpereigener Enzyme stattfinden, werden durch die Abfallprodukte, die sie selbst produzieren und die nicht entweichen können (z. B. Ammoniak), gestoppt. Dadurch wird die Leiche konserviert.
Es wird davon berichtet, dass auf manchen deutschen Friedhöfen Mumifikationen bei im Sarg bestatteten Leichen auftreten. Dies stellt ein Problem dar, da sie sich nicht in der vorgesehenen Zeit zersetzen, der Friedhofsplatz aber eine festgelegte Liegedauer hat und danach freigegeben werden soll. Bei Erdbestattung kommt der Ausschluss von Sauerstoff und damit das unerwünschte Entstehen von Wachsleichen beispielsweise dadurch zustande, dass das Totenkleid aus Kunststofffasern ist und eng anliegt oder der Boden zu wenig luftdurchlässig ist (z. B. Lehmboden). Auch begünstigen die prämortale Einnahme von Antibiotika oder geringe Dosen ionisierender Strahlung die Mumifikation als Wachsleiche. Ein prominentes Beispiel für Mumifizierung durch Ausschluss von Sauerstoff ist die Marquise von Dai.